# Primer califat
El primer califat, altrament anomenat califat dels califes ben guiats o califat dels raixidun, també conegut com a califat perfecte o califat ortodox (àrab: الخلافة الراشدية, al-ẖilāfa ar-rāxidiyya), va ser el primer califat islàmic regit pels quatre primers successors (califes) del profeta Mahoma, coneguts tradicionalment com els «califes ben guiats», al-khulafà ar-raixidun, en àrab. S'inicia l'any 632, immediatament després de la mort del Profeta, i va durar fins a la mort d'Alí ibn Abi-Tàlib, el gener del 661 inclosa la breu successió del seu fill al-Hàssan ibn Alí ibn Abi-Tàlib que va abdicar l'estiu del mateix any. Al seu apogeu, el califat incloïa tota l'Àfrica del Nord, Síria, la península Aràbiga, Mesopotàmia i els altiplans iranians. Es caracteritza per una ràpida expansió territorial i pels primers intents de centralització de caràcter estatal.

## Abu-Bakr as-Siddiq (632-634)
A la seva mort, Mahoma no va indicar qui havia de ser el seu successor. Mentre la majoria del poble plorava la seva pèrdua, es va organitzar una xura per garantir l'estabilitat de l'estat que havia fundat. Abu-Bakr, que havia estat nomenat director de la pregària dels divendres pel mateix Mahoma, assumeix els títols d'amir al-muminín o ‘príncep dels creients’ i de califa o ‘successor [del Profeta]’, i es posa així al front de l'umma, establint el primer califat. Aquest punt marca l'inici de la divisió de l'islam entre sunnites i xiïtes, entre aquells que acceptaren la successió d'Abu-Bakr i aquells que eren partidaris que la successió recaigués en Alí ibn Abi-Tàlib, cosí i gendre del Profeta, i que, a la llarga, considerarien els descendents del Profeta com els únics hereus legítims.
Durant el regnat d'Abu-Bakr es realitzen diverses ofensives sobre Síria, l'Iraq i Egipte, però la gran majoria dels esforços militars es dediquen a l'erradicació de la dissidència interna i la submissió d'algunes tribus àrabs independents. Mor el 23 d'agost de 634, després de nomenar successor Úmar ibn al-Khattab.

## Úmar ibn al-Khattab (634-644)
Com Abu-Bakr, Úmar era parent polític del Profeta: el seu sogre. Sota el seu regnat de deu anys, els dominis de l'islam adquireixen el rang d'imperi: Egipte, Palestina, Síria i tota la Mesopotàmia hi són incorporats. Durant el seu regnat s'estableix l'hègira com la data d'inici del calendari musulmà que imposarà en els seus dominis.
La política seguida cap als territoris conquerits era la de mantenir el sistema propi de cadascun, fent només petites adaptacions. Per aquest motiu, es mantingueren les antigues estructures sassànides a Pèrsia, cosa que suposa una font inesgotable de problemes per als següents califes.
Preocupat pel risc de desintegració a causa de l'excessiva autonomia dels governadors locals i els oficials àrabs, Úmar mor assassinat per un esclau el novembre de 644 sense haver designat cap successor, però sí un comitè de sis que l'hauria d'escollir.

## Uthman ibn Affan (644-656)
El califa Uthman ibn Affan, marit de dues de les filles del Profeta, fou l'elegit com a legítim successor. Va orientar les seves preferències de l'aristocràcia medinesa a la mequinesa, col·locant familiars seus al capdavant de les províncies de l'imperi, en un intent de centralització. Això li va suposar fortes crítiques, fins i tot en l'àmbit religiós, per la qual cosa es va veure forçat a crear escoles alcoràniques per establir una ortodòxia. Igualment, durant el seu govern fou fixat el text definitiu de l'Alcorà.
Va iniciar atacs contra Xipre i Sicília, donant preferència al front occidental, on Abd-Al·lah ibn Sad va guanyar als romans d'Orient la batalla dels Pals, en la qual la flota romana d'Orient fou destruïda (655/656). Per l'est es va completar la conquesta de l'imperi sassànida, arribant fins a Khorasan. Pel nord, es van ampliar els dominis al voltant de la mar Càspia.
Però les rivalitats entre diferents sectors islàmics, sobretot pel que fa als afers del botí i de la terra, varen ocasionar que, el 17 de juny de 656, un grup de soldats destinats a Egipte entrés a casa seva, a Medina, per donar-li mort.

## Alí ibn Abi-Tàlib (656-661)
Tot i que Alí ibn Abi-Tàlib havia disputat el títol de califa als seus antecessors des del principi, les circumstàncies de mort violenta d'Úmar i Uthman el varen fer retractar-se. De fet, ja al comitè dels sis nomenat per Úmar va ser proposat com a califa en primera instància, però refusà aquest títol, ja que com a condició es posava no alterar el sistema tribal àrab. Aquesta condició fou acceptada per Uthman, tot i que la va violar a partir del sisè any de govern.
En morir Uthman, sense cap candidat alternatiu seriós, no quedava altre remei que ampliar els poders atorgats al califa per tal de persuadir Alí. Tot i així, s'escampà el rumor que era l'instigador de l'assassinat d'Uthman, i aviat sorgiren nombrosos complots per venjar-lo.
En aquest clima de guerra civil Alí trobà suport entre els sectors àrabs que s'havien sentit deixats de banda pels seus predecessors, principalment de l'Iraq, ja que propugnava una política igualitarista: tots els musulmans tenien els mateixos drets amb independència del seu origen, antiguitat de conversió i antiguitat de participació en les conquestes. Però els partidaris d'Uthman, governadors de les principals províncies, el rebutjaven.
Alí era el califa dels partidaris del canvi, ja que des d'un principi es mostrà ferm a les necessitats d'ampliar el poder d'un califa, especialment en l'aspecte religiós, ja que hauria de poder reinterpretar l'obra de Mahoma en funció de les circumstàncies històriques. Encara ara, aquest és un tret característic del xiisme.
Al voltant seu es forma una àmplia coalició pel canvi, que li permet obtenir una victòria militar contra els conspiradors Talha i az-Zubayr a la batalla del Camell. Amb aquesta, afirma el seu poder com a califa, cosa que suposa l'obediència d'Egipte. Però a Síria, els familiars d'Uthman liderats per Muàwiya ibn Abi-Sufyan, parent d'Uthman, resisteixen, encara que no nomenessin al seu propi amir al-muminín. El motiu de la seva resistència eren una sèrie de privilegis obtinguts amb Úmar i Uthman.
Després d'una llarga i fallida negociació, els dos exèrcits xoquen per primera vegada l'any 657 a Siffín. Aquesta batalla s'allarga durant tres mesos, pràcticament sense morts, ja que bàsicament es continuen les negociacions. Quan finalment els siris es varen decidir a lluitar, els iraquians es posaren pàgines de l'Alcorà a les llances, com a símbol d'una voluntat de treva. Es decidí la solució de l'arbitratge.
És a partir d'aquest moment que comença a desfer-se la coalició d'Alí, ja que a l'arbitratge no es representaren tots els interessos, i les seves aspiracions d'autoritat perderen consistència. Finalment, morí assassinat a Kufa, l'any 661.